# بيلين (كانتون)

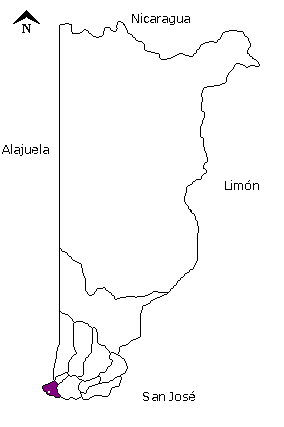
كانتون بيلين في محافظة إيريذيا

بيلين (بالإسبانية: Belén)‏ وهي الكانتون السابع في محافظة إيريذيا في كوستاريكا، و يغطي الكانتون مساحة قدرها 12.15 كم مربع،
و يقدر عدد سكانه بحوالي 21,085 نسمة وفقًا لإحصائيات عام 2003.
المدينة الرئيسة للكانتون تدعى سان أنطونيو. وتعرف هذه المنطقة بكثرة الجروف فيها.
يقع الكانتون على الطرف الغربي لطريق كانياس العام Autopista General Cañas بين المدينة العاصمة سان خوسيه والمطار العالمي خوان سانتاماريا Juan Santamaría.
تم تأسيس الكانتون قانونيًا في 8 حزيران 1907.

## المقاطعات
يتألف الكانتون من ثلاثة مقاطعات وهي :
1. سان أنطونيو
2. لا ريفيرا
3. لا أسونسيون

## أعلام
- أوسكار راميريز